# OSV Hannover
OSV Hannover is een Duitse voetbalclub uit Hannover. De club speelde twee seizoenen in de 2. Bundesliga.

## Geschiedenis
De voetballersafdeling van de arbeiderssportclub Freie Turnerschaft Groß Buchholz, opgericht in 1913, werd in 1923 zelfstandig als OSV Hannover. In 1940 sloot de club zich aan bij Turnerschaft 1919 Bothfeld. Deze club was in 1919 ontstaan door een fusie tussen MTV 04 Bothfeld en een onbekende club. In 1952 werden de voetballers opnieuw zelfstandig als OSV Hannover.
In 1971 promoveerde OSV naar de Regionalliga Nord, toen de tweede klasse. Na twee noteringen in de lagere middenmoot eindigde de club in 1974 elfde. Echter werd de Regionalliga opgeheven en de vijf Regionalliga's werden vervangen door de nieuwe 2. Bundesliga, die met twee reeksen begon. OSV ging nu in de Oberliga Nord spelen. Na enkele minder goede noteringen werd de club kampioen in 1978, maar in de eindronde om promotie moest de club het afleggen tegen Wacker 04 Berlin en Holstein Kiel. Het volgende seizoen werd de club opnieuw kampioen en promoveerde deze keer wel naar de 2. Bundesliga. OSV kwam nu tegenover de twee stadsrivalen Hannover 96 en Arminia Hannover te staan en won in de heenronde van beide clubs en in de terugronde ook van Arminia, dat degradeerde. OSV werd twaalfde, maar het volgende seizoen werd de club laatste en degradeerde. Na een rampzalig seizoen in de Oberliga degradeerde de club voor een tweede keer op rij.  In 2011 promoveerde de club naar de Landesliga.

## Eindklasseringen vanaf 1964
| Seizoen | Competitie                     | Niveau | Eindstand | DFB Pokal | Opmerking                                                                                         |
| ------- | ------------------------------ | ------ | --------- | --------- | ------------------------------------------------------------------------------------------------- |
| 1963/64 | Kreisklasse Hannover Stadt     | VII    | 2         | --        |                                                                                                   |
| 1964/65 | Bezirksklasse Hannover         | VI     | 1         | --        |                                                                                                   |
| 1965/66 | Bezirkskliga Hannover          | V      | 1         | --        |                                                                                                   |
| 1966/67 | Verbandsliga Niedersachsen Süd | IV     | 5         | --        |                                                                                                   |
| 1967/68 | Verbandsliga Niedersachsen Süd | IV     | 1         | --        | 1e in promotieserie met 4 clubs                                                                   |
| 1968/69 | Landesliga Niedersachsen       | III    | 10        | --        |                                                                                                   |
| 1969/70 | Landesliga Niedersachsen       | III    | 3         | --        | 4e in promotieserie met 4 clubs                                                                   |
| 1970/71 | Landesliga Niedersachsen       | III    | 1         | --        | 1e in promotieserie A met 4 clubs                                                                 |
| 1971/72 | Regionalliga Nord              | II     | 13        | --        |                                                                                                   |
| 1972/73 | Regionalliga Nord              | II     | 15        | 1e ronde  | < Hertha BSC: 0-6 / 0-3                                                                           |
| 1973/74 | Regionalliga Nord              | II     | 11        | --        |                                                                                                   |
| 1974/75 | Oberliga Nord                  | III    | 9         | 1e ronde  | < Rot-Weiss Essen: 2-5; invoering Oberliga Nord                                                   |
| 1975/76 | Oberliga Nord                  | III    | 14        | --        |                                                                                                   |
| 1976/77 | Oberliga Nord                  | III    | 14        | --        |                                                                                                   |
| 1977/78 | Oberliga Nord                  | III    | 1         | 1e ronde  | < FSV Frankfurt: 2-5; 3e in promotieserie met Wacker 04 Berlin, Holstein Kiel en Olympia Bocholt. |
| 1978/79 | Oberliga Nord                  | III    | 1         | 2e ronde  | < Bayer 04 Leverkusen: 0-3; halve finale Duits amateurkampioenschap > ESV Ingolstadt: 0-5 / 3-1   |
| 1979/80 | 2. Bundesliga-Nord             | II     | 12        | 1e ronde  | < Holstein Kiel: 2-3                                                                              |
| 1980/81 | 2. Bundesliga-Nord             | II     | 22        | 1e ronde  | < Borussia Mönchengladbach: 3-7                                                                   |
| 1981/82 | Oberliga Nord                  | III    | 18        | 1e ronde  | < Rot-Weiss Essen: 0-2                                                                            |
| 1982/83 | Verbandsliga Niedersachsen     | IV     | 16        | --        |                                                                                                   |
| 1983/84 | Landesliga Niedersachsen-West  | V      | 13        | --        |                                                                                                   |
| 1984/85 | Landesliga Niedersachsen-West  | V      | 15        | --        |                                                                                                   |
| 1985/86 | Bezirskoberliga Hannover       | VI     | 5         | --        |                                                                                                   |
| 1986/87 | Bezirskoberliga Hannover       | VI     | 1         | --        |                                                                                                   |
| 1987/88 | Landesliga Niedersachsen-West  | V      | 14        | --        |                                                                                                   |
| 1988/89 | Landesliga Niedersachsen-West  | V      | 10        | --        |                                                                                                   |
| 1989/90 | Landesliga Niedersachsen-West  | V      | 10        | --        |                                                                                                   |
| 1990/91 | Landesliga Niedersachsen-West  | V      | 10        | --        |                                                                                                   |
| 1991/92 | Landesliga Niedersachsen-West  | V      | 14        | --        |                                                                                                   |
| 1992/93 | Landesliga Niedersachsen-West  | V      | 16        | --        |                                                                                                   |
| 1993/94 | Bezirskoberliga Hannover       | VI     | 15        | --        |                                                                                                   |
| 1994/95 | Bezirksliga Hannover-Süd       | VII    | 13        | --        |                                                                                                   |
| 1995/96 | Bezirksklasse Hannover         | VIII   | 9         | --        |                                                                                                   |
| 1996/97 | Bezirksklasse Hannover         | VIII   | 1         | --        |                                                                                                   |
| 1997/98 | Bezirksliga Hannover-Süd       | VII    | 10        | --        |                                                                                                   |
| 1998/99 | Bezirksliga Hannover-Süd       | VII    | 15        | --        |                                                                                                   |
| 1999/00 | Bezirksklasse Hannover         | VIII   | 10        | --        |                                                                                                   |
| 2000/01 | Bezirksklasse Hannover         | VIII   | 11        | --        |                                                                                                   |
| 2001/02 | Bezirksklasse Hannover         | VIII   | 15        | --        |                                                                                                   |
| 2002/03 | Kreisliga Stadt Hannover       | IX     | 12        | --        |                                                                                                   |
| 2003/04 | Kreisliga Stadt Hannover       | IX     | 10        | --        |                                                                                                   |
| 2004/05 | Kreisliga Stadt Hannover       | IX     | 3         | --        |                                                                                                   |
| 2005/06 | Kreisliga Stadt Hannover       | IX     | 1         | --        | winnaar 2e promotieserie groep H                                                                  |
| 2006/07 | Bezirksliga Hannover-2         | VII    | 10        | --        | Bezirksklasse opgeheven                                                                           |
| 2007/08 | Bezirksliga Hannover-2         | VII    | 7         | --        |                                                                                                   |
| 2008/09 | Bezirksliga Hannover-2         | VII    | 9         | --        |                                                                                                   |
| 2009/10 | Bezirksliga Hannover-2         | VII    | 2         | --        |                                                                                                   |
| 2010/11 | Bezirksliga Hannover-2         | VII    | 1         | --        |                                                                                                   |
| 2011/12 | Landesliga Hannover            | VI     | 11        | --        |                                                                                                   |
| 2012/13 | Landesliga Hannover            | VI     | 4         | --        |                                                                                                   |
| 2013/14 | Landesliga Hannover            | VI     | 5         | --        |                                                                                                   |
| 2014/15 | Landesliga Hannover            | VI     | 4         | --        |                                                                                                   |
| 2015/16 | Landesliga Hannover            | VI     | 10        | --        |                                                                                                   |
| 2016/17 | Landesliga Hannover            | VI     | 3         | --        |                                                                                                   |
| 2017/18 | Landesliga Hannover            | VI     | 12        | --        |                                                                                                   |
| 2018/19 | Landesliga Hannover            | VI     | 13        | --        |                                                                                                   |
| 2019/20 | Landesliga Hannover            | VI     | 5         | --        | competitie afgebroken i.v.m. coronapandemie                                                       |
| 2020/21 | Landesliga Hannover            | VI     | --        | --        | Competitie afgebroken i.v.m. Corona-pandemie. Er wordt geen stand opgemaakt.                      |
| 2021/22 | Landesliga Hannover            | VI     | 7         | --        |                                                                                                   |
| 2022/23 | Landesliga Hannover            | VI     | 4         | --        |                                                                                                   |
| 2023/24 | Landesliga Hannover            | VI     | 9         | --        |                                                                                                   |
| 2024/25 | Landesliga Hannover            | VI     | 6         | --        |                                                                                                   |
| 2025/26 | Landesliga Hannover            | VI     | .         | --        |                                                                                                   |